# Ronsasvals
Ronsasvals és una cançó de gesta en occità. El text, incomplet, es va descobrir el 1912 copiat en un manual d'un notari del segle xiv junt amb el del Rollan a Saragossa, però el text en si seria anterior.

## El text
El text és acèfal i consta de 1.802 versos repartits en 51 laisses monorimes. Els estudiosos suposen que la versió sencera n'hauria tingut uns 2.200 (ARLIMA).
Es va descobrir el 1912 entre els papers de Rostan Bonet, notari d'Ate (Apt), a la Valclusa. Avui en dia es conserva en els arxius departamentals d'Avinyó. En un registre de 1398 s'hi troba copiat el text del Ronsasvals i també, just abans, el del Rollan a Saragossa. De tota manera, els dos textos serien una còpia d'una producció anterior. El Ronsasvals és considerat per Elisabeth Schulze-Busacker com anterior a 1250.
El text no porta títol, i el de Ronsasvals li va ser donat per Roques en la seva edició (Roques 1932a, p. 2).
Narra la batalla de Roncesvalles, però amb certes variacions respecte de la Cançó de Rotllà (com per exemple l'aparició de Galien, fill d'Oliver), el lament de Carlemany per la mort del seu nebot i la mort d'Alda. Un resum extens es troba en línia en Roques 1932a, p. 2-7, així com l'edició del text (Roques 1923a i b).

### Edicions modernes
- Le Roland occitan: édition avec traduction de Ronsasvals, Roland à Saragosse, ed. Gérard Gouiran amb la col·laboració de R. Lafont, Parés, Union générale d'éditions, 1991, 258 p.
- Ronsasvals, ed. de Beatrice Solla, Roma, Carocci (Biblioteca medievale), 2018.